# Canim River
Der Canim River ist ein Fluss im zentralen Osten der kanadischen Provinz British Columbia.

## Flusslauf
Der Canim River befindet sich im Süden des Quesnel-Hochlands, etwa 130 km nördlich von Kamloops. Er bildet den 9,8 km langen Abfluss des Canim Lake zum weiter östlich gelegenen Mahood Lake. Er durchschneidet in einer Schlucht ein Lava-Plateau. Knapp 2 km unterhalb des Canim Lake befinden sich die 25 m hohen Canim Falls (⊙) am Flusslauf. Der Fluss weist einen Höhenunterschied von 143 m auf. Der gesamte Flusslauf liegt innerhalb des Wells Gray Provincial Parks.